# 폭룡전대 아바레인저 vs 허리켄저
《폭룡전대 아바레인저 vs. 허리케인저》(爆竜戦隊アバレンジャーVSハリケンジャー)는 2004년 3월 12일에 발매된 오리지널 비디오 작품이다. 《폭룡전대 아바레인저》의 오리지널 비디오 작품이며, 슈퍼 전대 VS시리즈의 하나이다.